# Teresa Motos Izeta
Teresa Motos Izeta   (Sant Sebastià, 29 de desembre de 1963) és una jugadora d'hoquei sobre herba basca, ja retirada, guanyadora d'una medalla olímpica d'or.
Amb 28 anys va prendre part en els Jocs Olímpics d'Estiu de 1992 celebrats a Barcelona (Catalunya), on va aconseguir guanyar la medalla d'or en la competició femenina. En els Jocs Olímpics d'Estiu de 1996 realitzats a Atlanta (Estats Units) aconseguí guanyar un diploma olímpic en finalitzar vuitenes. Jugà 176 partits internacionals entre 1979 i 1997.
A nivell de clubs jugà tota la seva carrera a la Reial Societat, amb qui va guanyar cinc lligues (1986, 1993, 1994, 1997 i 1998) i dues Copes de la Reina (1987 i 1994).
Resident a Pamplona, el 1997 fou escollida millor esportista navarra. El 2018 fou guardonada amb el Premio Cinco Estrellas que atorga El Diario Vasco a figures destacades de Guipúscoa en l'àmbit esportiu.